# Симеон Минчев
Симеон Тенев Минчев е български футболист, полузащитник.
Син е на бившия футболист Теньо Минчев. Състезава се за Берое. Висок е 184 см и тежи 73 кг. Преди да заиграе за представителния отбор на Берое се е състезавал за Граничар, Берое II (Стара Загора) (сега Миньор (Раднево)), ЦСКА [юноши], Академик (Свищов).

## Статистика по сезони
- Граничар - 2000/пр. - В група, 11 мача/3 гола
- Граничар - 2000/ес. - В група, 4/0
- ЦСКА - 2001/пр. - "A" група, играе за юношите, републикански шампион
- Академик (Свищов) - 2002/пр. - Б група, 3/0
- Академик (Свищов) - 2003/пр. - Б група, 12/2
- Берое II - 2003/04 - В група, 29/7
- Берое - 2004/05 - "A" група, 11/1
- Берое - 2005/06 - "A" група, 21/3